# Fat Joe
Joseph Cartagena (n. 19 august 1970, New York City, New York, SUA), cunoscut sub numele de scenă Fat Joe, este un rapper și actor american.

## Biografie
Cartagena s-a născut în Bronx dintr-un cuplu de portoricani și cubanezi. El a fost popular pe scena hip hop undergound din New York la începutul și mijlocul anilor 1990. De asemenea a fost membru al D.I.T.C. Crew („Diggin' in the Crates”), împreună cu  rapperii/producătorii Showbiz and A.G., Buckwild, O.C., Diamond D, Big L și Lord Finesse, și a apărut și pe primele înregistrări ale altor artiști.
Are contractul semnat cu Imperial Records. Fat Joe de asemenea are propriul său label Terror Squad Entertainment, unde deține funcția de președinte și este artistul principal. În cariera sa de paisprezece ani, Fat Joe a colaborat cu artiști precum Ja Rule, Ashanti, Thalia, Irv Gotti, Nas, Raekwon, Busta Rhymes, DMX, KRS-One, Nelly, Jadakiss, R. Kelly, The Game, Birdman, Lil Wayne, Jennifer Lopez, Mims, Jim Jones, Cam'ron, Eminem, J. Holiday, Lil Jon, Sean Combs, trupa sa Terror Squad, The Diplomats. Fat Joe este bine-cunoscut pentru hiturile sale precum : „Lean Back”, „Flow Joe”, „Don Cartagena”, „What's Luv”, „Get It Poppin” și „Make It Rain”.

## Cariera muzicală

### 1993-1997: Perioada de început
Sub numele de scenă „Fat Joe da Gangsta” și ca membru al D.I.T.C., Cartegena a semnat contractul cu casa de înregistrări Relativity Records la începutul anilor 1990. 
În 1993, albumul său de debut Represent a fost lansat, fiind produs de The Beatnuts, Diamond D, Lord Finesse, și alții. Primul său hit „Flow Joe” a ajuns numărul unu în topul Billboard; alte single-uri au fost „Watch the Sound” și „This Shit is Real”.
În 1995, Fat Joe și-a lansat cel de-al doilea album, Jealous One's Envy, care a ajuns pe locul 71 în topul Billboard 200 și pe locul 7 în topul albumelor R&B/Hip Hop. Pe album apar alături de el, și artiști precum KRS-One și este produs de Diamond D. Hitul principal a fost „Success”, care nu a ajuns în topuri, însă cel de-al doilea single, „Envy” a ajuns pe locul 8 în topul Hot Rap Tracks. Succesul acestui album al lui Fat Joe i-a adus o colaborare cu LL Cool J, fiind alăturat pe remixul single-ului „I Shot Ya” împreună cu  Foxy Brown, Keith Murray și Prodigy din trupa Mobb Deep.

### 1998-2005: Contractul cu Atlantic Records, Terror Squad
Lansat în  1998, Don Cartagena a fost al treilea album al lui Fat Joe și primul scos sub titulatura Atlantic Records. A ajuns pe locul 7 în topul Billboard 200 și pe locul 2 în topul albumelor R&B/Hip Hop, în cele din urmă câștigând discul de aur din partea RIAA. Albumul a avut două hituri de top „Bet Ya Man Can't (Triz)” și „Don Cartagena”. Pe album apar și Nas, Diddy, Big Pun, Raekwon, Jadakiss, Bone Thugs-N-Harmony. În afară de acest album, Fat Joe face și debutul trupei sale Terror Squad din care au făcut parte Big Pun, la fel ca și Cuban Link, Triple Seis, Prospect, Armageddon mai târziu alăturându-se și Remy Ma.
Lansarea albumului Jealous Ones Still Envy (J.O.S.E.) în 2001, conținea piese produse de atunci popularul Irv Gotti. Pe album își face debutul și Ashanti, iar ca artiști consacrați apar Ja Rule, N.O.R.E., Busta Rhymes, Petey Pablo, M.O.P., Ludacris, R. Kelly, Buju Banton, dar și artiști din label-ul Terror Squad. Primul hit a fost „We Thuggin” fiind o colaborare cu R. Kelly și a fost un succes la sfârșitul anului 2001, dar nu a atins nivelul piesei produse de Irv Gotti „What's Luv?” care a fost un uriaș hit la începutul anului 2002 fiind un feat-uring cu vedeta Murder Inc. Ja Rule și pe atunci începătoarea Ashanti. Acest album a fost unul dintre cele mai reușite ale lui Fat Joe, câștigând discul de platină. 
Oricum, al cincilea album al lui Fat Joe Loyalty, apărut în 2002 conținând și producții făcute de Irv Gotti, nu a avut succes. După acest eșec, Fat Joe a lansat un hit de top în 2004 cu trupa sa Terror Squad, cu o piesă produsă de Scott Storch, „Lean Back” ea fiind inclusă pe albumul True Story.
Trei ani mai târziu, în 2005, Fat Joe lansează cel de-al șaselea album All or Nothin, memorabil pentru piesa „My Fofo” care era un atac asupra lui 50 Cent, acesta în prealabil atacându-l într-o piesă pe Fat Joe, motivând că lucrează cu gangsteri de studio, cum ar fi și  Ja Rule. All or Nothing are ca hituri piesele „So Much More” și „Get It Poppin” fiind o colaborare cu Nelly, pe album de asemenea mai apar Eminem, Ma$e, Remy Ma, Mashonda, și R. Kelly.

### 2006-Prezent
Me, Myself & I este al șaptelea album semnat Fat Joe, și a fost lansat în 2006. A fost lansat la casa de discuri Virgin Records. A fost prima oară de la albumul Jealous One's Envy să nu primească vreo certificare din partea RIAA . Are ca hituri „Make It Rain” un duet cu rapperul din sud Lil Wayne, urmat de „No Drama (Clap and Revolve)”. La un an după lansarea Me, Myself, & I, Fat Joe își lansează cel de-al optulea album solo, The Elephant in the Room.

## Conflicte

### Jay Z
În 1998, Jay-Z a început scandalul când Terror Squad urmau să cânte următorii, iar Jay-Z refuza să părăsească scena. Se putea observa că Jay-Z este beat, însă Big Pun probabil l-a lovit în cap cu o sticlă de lichior. Acest incident a fost însă pus în umbră de un alt conflict, acela dintre Jay-Z și Nas. Fat Joe a comentat despre cearta celor doi rapperi într-un interviu MTV în 2003, unde și-a arătat tot sprijinul pentru Nas. Fat Joe mai menționase anterior că nu îi place rapperul Jay Z. Atât Fat Joe cât și Jay Z au lansat piese jignitoare țintind unul către celălalt, începând cu 1998. În 2005, se zvonea că Jay Z o să arunce noi săgeți către Fat Joe la concertul „I Declare War”, dar în schimb s-a împăcat cu Nas, fapt care l-a enervat pe Fat Joe, declarând că este șocat de cât de ușor Nas a cedat.
Fat Joe a continuat atacurile verbale asupra lui Jay-Z, declarând că LL Cool J este unul dintre cei mai buni rapperi în viața sau despre cum Nas a câștigat acel conflict. Jay-Z a dat dovadă de lipsă de respect față de Fat Joe prin prisma faptului că își petrecea timp cu 50 Cent și zicând că a trebuit să se întoarcă pentru că era ultimul dintr-o ramură de culoare pe moarte care este menționată în ultimul său single, Blue Magic.
Jay Z și 50 Cent s-au înțeles asupra rapperului Freeway, acesta urmând să fie un proiect Roc-A-Fella Records și G-Unit Records.  Fat Joe a înregistrat piese cu LL Cool J, R. Kelly, DMX, și Lil Wayne, aceștia având toți probleme cu Jay-Z. Când Dame Dash a părăsit Roc-A-Fella, Fat Joe a declarat că îi dă tot suportul lui Dame și s-a asociat cu The Diplomats. De atunci Lil Wayne a apărut pe ultimul album al lui Jay-Z American Gangster.

### G-Unit
Rapperul 50 Cent l-a atacat pe Fat Joe în 2005, când a lansat cântecul „Piggy Bank”, de pe albumul The Massacre. Supărat de colaborarea lui Fat Joe cu Ja Rule, 50 a declarat „acel nergu umflat a crezut că „Lean Back” a fost peste In Da Club / piesa mea a făcut milioane, a lui câțiva dolari”.
Fat Joe rămas confuz în urma acestui atac. El a sugerat o întâlnire cu 50 Cent într-un club din New York. Mai interesant, el i-a atacat credibilitatea lui 50, susținând că 50 chiar nu a apărut niciodată „In the club”, făcând referire la primul său hit, în timp ce Fat Joe își construise reputația în concerte live prin cluburi. El a oferit 1,000 $ oricărei persoane care îi aducea o poză cu 50 Cent într-un club.  Nimeni nu a venit să revendice acest premiu.  
La câteva zile după lansarea „Piggy Bank”, o piesă fără titlu lansată de Fat Joe era deja pe Internet refrenul fiind inspirat după cântecul celor din The Flintstones. 
Versiunile mp3 purtau titluri variate precum „Fake Gangsta”, „Fuck 50” sau simplu „Fat Joe 50 Diss Track”. A fost lansată oficial cu titlul „My FoFo” (referire la un pistol Magnum 44) ca o piesă bonus pe albumul All or Nothing, împreună cu remixul „Lean Back” în care apăreau Eminem și Lil' Jon.
La premiile MTV VMA din 2005, în timp ce îl prezenta pe cântărețul reggaeton Daddy Yankee, Fat Joe a făcut următoarea declarație „Mă simt în siguranță cu atâția polițiști în jurul meu, proprietatea G-Unit”. La scurtă vreme după acest incident 50 Cent și alți membrii G-Unit puteau fi auziți în timp ce îl injurau pe Fat Joe și nu au fost cenzurați în prima fază. Mai târziu în acel show, când 50 a urcat pe scenă, a strigat din nou obscenități către Fat Joe, de această dată fiind cenzurat, în timpul unei performanțe cu Mobb Deep și Tony Yayo.
Pe 20 martie 2008, la scurtă vreme după lansarea albumului „The Elephant In The Room”, 50 Cent a lansat un videoclip pe internet, în care este prezentată o falsa înmormântare a lui Fat Joe. 50 Cent vorbeste despre vânzările slabe ale albumului lui Joe, mai declarând dealtfel ca a ajutat la dinamitarea carierei acestuia, exact ca și în cazul lui Ja Rule.

### Terror Squad
Fat Joe a fost criticat pentru că a lansat un singur album solo, și asta pentru un fost membru Terror Squad, Remy Ma, neimplicând prea mult vechii membrii Prospect și Armageddon în albumul „True Story”.  Cântărețul Tony Sunshine, membru al Terror Squad  a avut posibilitatea lansării unui album, însă perioada de lansare a fost prelungită pe un termen de trei ani, iar Fat Joe a declarat că Prospect și Armageddon nu și-au lansat încă albume solo datorită faptului „că sunt niște leneși”.
Fostul membru Terror Squad, Triple Seis a declarat că Fat Joe și Big Pun se foloseau de textieri fantomă pentru hiturile lor, și că în continuare Fat Joe procedează la fel.

## Discografia
- 1993: Represent
- 1995: Jealous One's Envy
- 1998: Don Cartagena
- 2001: Jealous Ones Still Envy (J.O.S.E.)
- 2002: Loyalty
- 2005: All or Nothing
- 2006: Me, Myself & I
- 2008: The Elephant in the Room
- 2009: Jealous Ones Still Envy 2 (J.O.S.E. 2)
- 2010: The Darkside [3]

### Mixtape
2008: The Crack Era

### Colaborarea pe alte albume

#### Împreună cuD.I.T.C.
- 2000:  D.I.T.C.

#### Împreună cuTerror Squad
- 1999: Terror Squad
- 2004: True Story
- 2008: A New Story

## Filmografie
- Thicker Than Water (1999) - Lonzo Medina
- Prison Song (2001)
- Empire (2002)
- Scary Movie 3 (2003)
- Happy Feet (2006) - vocea lui Seymour